# パトリック・カミンズ
パトリック・カミンズ（Patrick Cummins、1980年11月16日 - ）は、アメリカ合衆国の男性レスリング選手、総合格闘家。ペンシルベニア州ドイルスタウン出身。レインMMA/キングスMMA所属。

## 来歴
ペンシルベニア州立大学ではレスリングのNCAAディビジョン1でオールアメリカンに2度選出された。全米ナショナルチームにも選出され、ダニエル・コーミエとチームメイトだった。大学卒業後はリアル・プロレスリングでレスリングを続け、2010年に30歳で総合格闘技デビュー。
2011年、大学時代に友人と起こした窃盗と住居侵入罪で刑務所に8か月収監された。

### UFC
2014年2月22日、ラシャド・エヴァンスの代役でUFC初参戦となったUFC 170でダニエル・コーミエと対戦し、パウンドでTKO負けを喫した。
2015年4月18日、UFC on FOX 15でライトヘビー級ランキング7位のオヴィンス・サンプルーと対戦し、1RKO負けを喫した。
2015年8月1日、UFC 190でライトヘビー級ランキング10位のハファエル・カバウカンチと対戦し、グラウンドの肘打ちでTKO勝ちを収めた。
2015年11月7日、UFC Fight Night: Belfort vs. Henderson 3でライトヘビー級ランキング4位のグローバー・テイシェイラと対戦し、パンチラッシュでTKO負けを喫した。
2016年5月14日、UFC 198でライトヘビー級ランキング10位のアントニオ・ホジェリオ・ノゲイラと対戦し、TKO負けを喫した。
2017年4月8日、UFC 210でライトヘビー級ランキング12位のヤン・ブラホヴィッチと対戦し、2-0の判定勝ち。
2017年7月22日、UFC on FOX 25でライトヘビー級ランキング13位のジャン・ヴィランテと対戦し、2-1の判定勝ち。
2018年4月21日、UFC Fight Night: Barboza vs. Leeでライトヘビー級ランキング10位のコーリー・アンダーソンと対戦し、判定負け。
2018年10月27日、UFC Fight Night: Volkan vs. Smithでライトヘビー級ランキング11位のミシャ・サークノフと対戦し、肩固めで一本負け。

## 戦績
| 総合格闘技 戦績 | 総合格闘技 戦績 | 総合格闘技 戦績 | 総合格闘技 戦績 | 総合格闘技 戦績 | 総合格闘技 戦績 | 総合格闘技 戦績 |
| --------------- | --------------- | --------------- | --------------- | --------------- | --------------- | --------------- |
| 16 試合         | (T)KO           | 一本            | 判定            | その他          | 引き分け        | 無効試合        |
| 10 勝           | 4               | 2               | 4               | 0               | 0               | 0               |
| 6 敗            | 4               | 1               | 1               | 0               | 0               | 0               |

| 勝敗 | 対戦相手                           | 試合結果                           | 大会名                                   | 開催年月日     |
| ×    | エド・ハーマン                     | 1R 3:39 TKO（右膝蹴り→パウンド）   | UFC Fight Night: dos Anjos vs. Lee       | 2019年5月18日  |
| ×    | ミシャ・サークノフ                 | 1R 2:40 肩固め                     | UFC Fight Night: Volkan vs. Smith        | 2018年10月27日 |
| ×    | コーリー・アンダーソン             | 5分3R終了 判定0-3                  | UFC Fight Night: Barboza vs. Lee         | 2018年4月21日  |
| ○    | ジアン・ヴィランテ                 | 5分3R終了 判定2-1                  | UFC on FOX 25: Weidman vs. Gastelum      | 2017年7月22日  |
| ○    | ヤン・ブラホヴィッチ               | 5分3R終了 判定2-0                  | UFC 210: Cormier vs. Johnson 2           | 2017年4月8日   |
| ×    | アントニオ・ホジェリオ・ノゲイラ   | 1R 4:52 TKO（スタンドパンチ連打）  | UFC 198: Werdum vs. Miocic               | 2016年5月14日  |
| ×    | グローバー・テイシェイラ           | 2R 1:12 TKO（スタンドパンチ連打）  | UFC Fight Night: Belfort vs. Henderson 3 | 2015年11月7日  |
| ○    | ハファエル・カバウカンチ           | 3R 0:45 TKO（グラウンドの肘打ち）  | UFC 190: Rousey vs. Correia              | 2015年8月1日   |
| ×    | オヴィンス・サンプルー             | 1R 4:54 KO（左アッパー→パウンド）  | UFC on FOX 15: Machida vs. Rockhold      | 2015年4月18日  |
| ○    | アントニオ・カルロス・ジュニオール | 5分3R終了 判定3-0                  | UFC Fight Night: Machida vs. Dollaway    | 2014年12月20日 |
| ○    | カイル・キングスバリー             | 5分3R終了 判定3-0                  | UFC on FOX 12: Lawler vs. Brown          | 2014年7月26日  |
| ○    | ロジャー・ナルヴァエス             | 2R 2:28 TKO（パウンド）            | UFC Fight Night: Henderson vs. Khabilov  | 2014年6月7日   |
| ×    | ダニエル・コーミエ                 | 1R 1:19 TKO（右アッパー→パウンド） | UFC 170: Rousey vs. McMann               | 2014年2月22日  |
| ○    | ウィリー・スモールズ               | 1R 3:19 ギロチンチョーク           | SCL Chaos in the Cage: Pit of Fury       | 2013年5月18日  |
| ○    | リッキー・プル                     | 1R 1:07 TKO（パンチ連打）          | Xplode Fight Series: Revancha            | 2013年3月16日  |
| ○    | タシ・エドワーズ                   | 1R 4:01 肩固め                     | ProElite 3: Da Spyder vs. Minowaman      | 2012年1月21日  |
| ○    | テレル・ブラウン                   | 1R 2:44 TKO（パウンド）            | Strikeforce: Henderson vs. Babalu        | 2010年12月4日  |

## 獲得タイトル
- リアル・プロレスリング 120kg級 優勝（2005年）

## 表彰
- レスリング NCAAオールアメリカン（2回）